# Балтійська система висот
59°59′21″ пн. ш. 29°45′45″ сх. д. / 59.989167° пн. ш. 29.7625° сх. д.

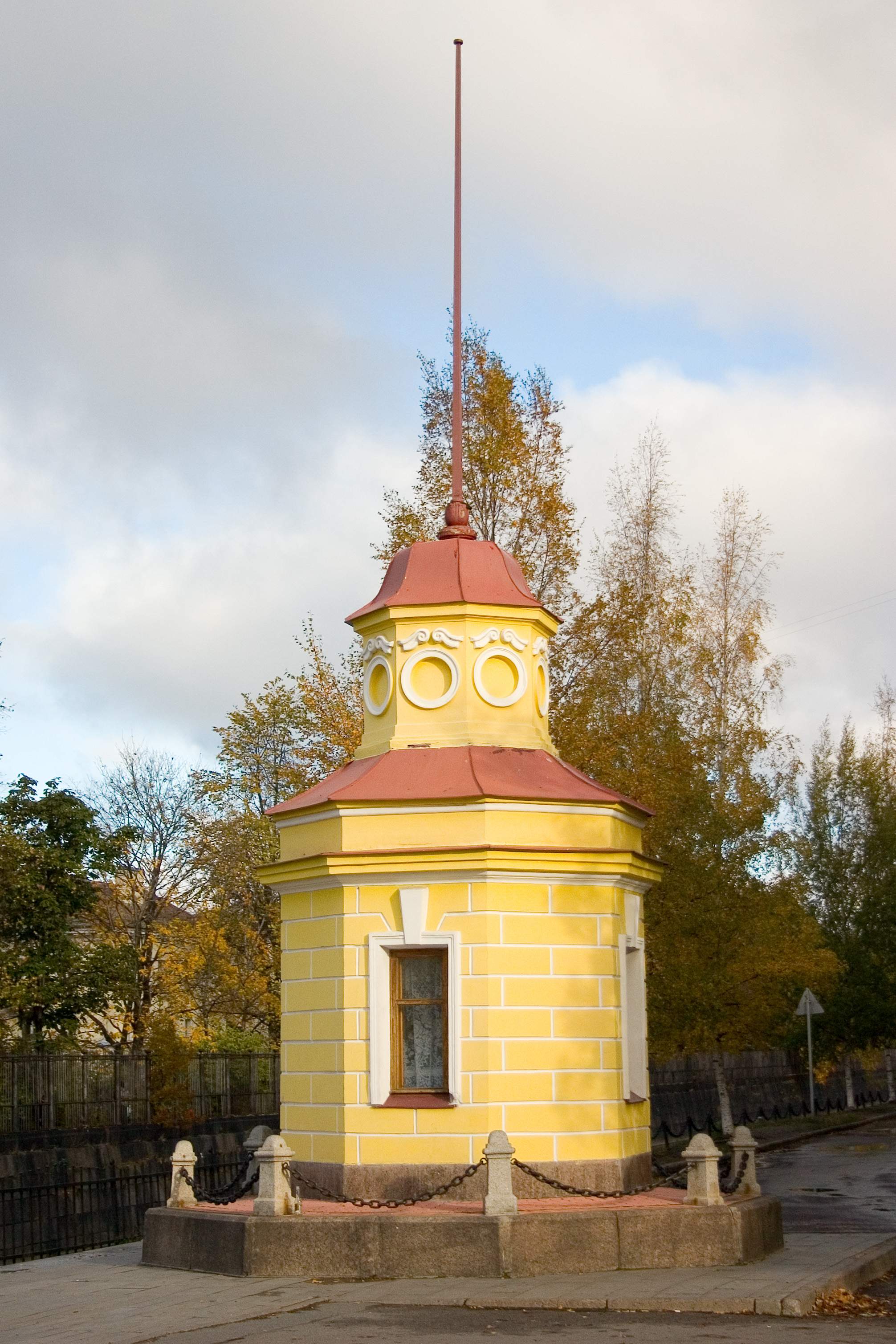
Кронштадтський футшток

Балтійська система висот (БСВ) — прийнята в СРСР у 1977 році система абсолютних висот, відлік яких ведеться від нуля кронштадтського футштока. Від цієї позначки відраховані висоти опорних геодезичних пунктів, які позначені на місцевості різними геодезичними знаками та нанесені на карти.
Наразі Балтійська система висот використовується в Україні, Болгарії, Польщі, Чехії, Словаччині, Естонії, Латвії, Литві, Грузії і країнах СНД.

## Історія
Ще в 1707 році в російському Кронштадті існувала водомірна служба. У 1840 році за пропозицією гідрографа Михаїла Рейнеке на Блакитному мосту через Кронштадтський канал було встановлено позначку, що відповідала середньому рівню моря Фінської затоки з 1825 по 1839 рік.
У 1976/77 роках Кронштадтський рівень був введений як еталонний рівень Радянського Союзу. Щоб забезпечити єдину систему висот у Східному блоці, багато держав РЕВ і Югославія також прийняли водомірний рівень як основу своїх геодезичних системи висоти. У НДР цю систему висот називали «Höhennull (HN або HN76)».
Еталонний рівень (Балтійська система висот) водоміру приблизно на 14 см вищий, ніж Амстердамський ординар.